# Thiaclopride
Le thiaclopride est un insecticide organochloré de la classe des néonicotinoïdes. Son mode d'action est semblable à celui des autres néonicotinoïdes en neutralisant le système nerveux central de l'insecte par la stimulation des récepteurs nicotiniques. Il a été développé par Bayer CropScience pour une utilisation agricole principalement contre les pucerons et les aleurodes.
Cet insecticide est maintenant homologué (2015) en oléiculture pour combattre la mouche de l'olive.

## Toxicité vis-à-vis des abeilles
D'après Bayer, le thiaclopride est réputé moins toxique que les autres néonicotinoïdes mis en cause dans le syndrome d'effondrement des colonies d'abeilles (l'imidaclopride, le thiamethoxam et la  clothianidine).
Cependant, la persistance de cet insecticide a été démontrée par des mesures qui ont mis en évidence des concentrations de 770 parties par milliard de résidus de thiaclopride dans le pollen et 560 parties par milliard dans le nectar de ruches situées à proximité de cultures traitées par le thiaclopride. 
Plusieurs études ont montré un excès de mortalité à la suite de l'interaction entre l'exposition au thiaclopride et l'infection  des abeilles à miel par le champignon pathogène Nosema ceranae ,,. 

## Interdiction en France
Cette molécule est interdite en France depuis le 1er septembre 2018.
Les 5 néonicotinoïdes interdits sont Acétamipride, Clothianidine, Imidaclopride, Thiaclopride et Thiaméthoxame.